# AMD K5

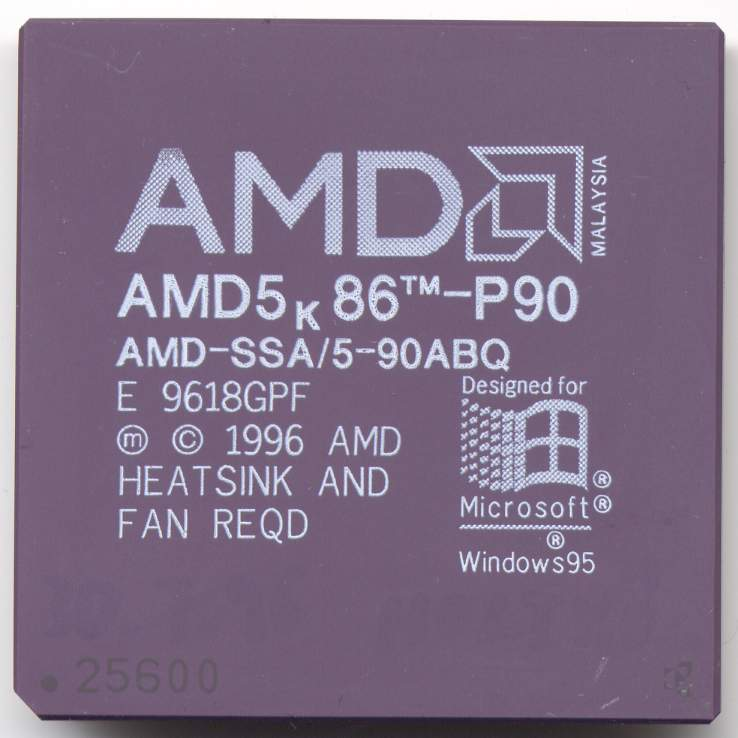
AMD 5K86-P90

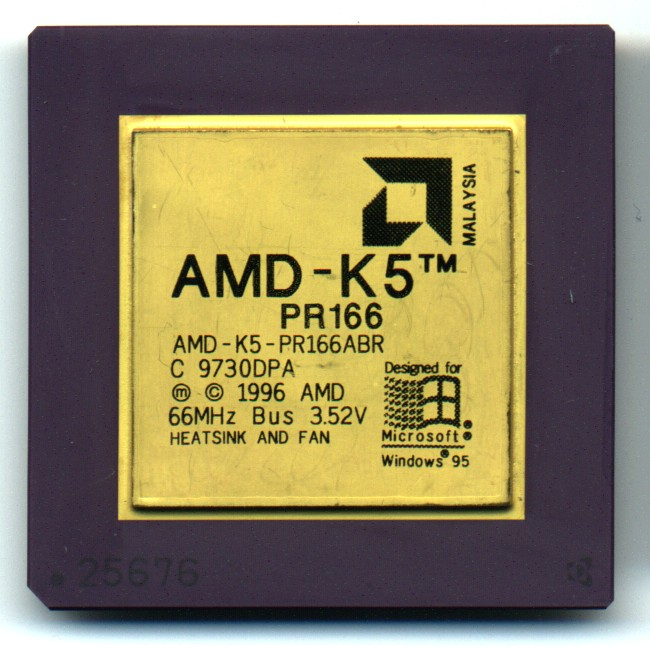
AMD K5 PR166

AMD K5 je první x86 procesor firmy AMD zcela vyvinutý ve vlastních laboratořích. Jejich hlavním konkurentem byl Intel se svojí procesorovou řadou. Procesor byl představen se zpožděním v roce 1995. Společnost AMD navrhovala mikroprocesor zcela od nuly, takže spousta termínů byla opožděna a také neměli dostatek zkušeností s návrhem skalární architektury. K5 byl ambiciozní projekt, na jehož konci zůstal produkt bližší spíše Pentiu Pro než klasickému Pentiu. K5 byl postaven na interním RISCovém paralelním jádře AMD Am29000 s x86 dekodérem.
K5 nabízel dobrou kompatibilitu s x86 architekturou. Všechny modely obsahovaly 4,3 milionu tranzistorů s pěti celočíselnými jednotkami a jednou jednotkou pro práci s čísly s pohyblivou desetinnou čárkou. Nabízelo 16KiB instrukční cache, oproti Pentiu dvojnásobnou. Za další, primární cache byla čtyřcestná, oproti dvoucestné u Pentia. K5 nemělo instrukce MMX, které Intel začal nabízet v procesorech Pentium MMX až v roce 1997.
Ačkoliv byl výkon jednotky FPU vyšší než Cyrix 6x86, byl slabší než u Pentia. K5 proto nikdy nezískala podporu u velkých výrobců počítačů.
Existovaly dvě modelové řady procesorů K5, interně nazývané SSA/5 a 5k86, obě pod značkou K5. Řada SSA/5 běžela na taktech od 75 MHz do 100 MHz (5K86 P75 až P100, později K5 PR-75 až PR100); řada 5k86 běžela na frekvenci 90 až 133 MHz. AMD zavedlo PR značení procesorů podle jejich výkonu srovnatelném s výkonem Pentia na jeho frekvenci. Takže 116 MHz procesor z druhé řady byl označen jako „K5 PR166“. Výroba byla ukončena PR200, které se dalo srovnávat s AMD K6. Protože AMD nechtěla konkurovat svému procesoru K6, byla K5-PR200 vyrobena jen v malém množství. Někteří nadšenci tvrdí, že spousta PR200 bylo prodáno jako PR166, protože poslední série PR166 šly snadno přetaktovávat.

## Modelové řady

### SSA/5
- Prodáván jako 5K86 P75 až P100, později jako K5 PR75 až PR100
- 4,3 milionů tranzistorů na 500nm nebo 350nm
- L1-Cache: 8 + 16 KiB (Data + Instrukce)
- Socket 5 a Socket 7
- VCore: 3.52V
- FSB (MHz): 50 (PR75), 60 (PR90), 66 (PR100)
- Uvolněno: 27. března 1996
- Frekvence (MHz): 75, 90, 100

### 5k86
- Prodáván jako K5 PR120 až PR166 (PR200)
- 4,3 milionů tranzistorů na 350nm
- L1-Cache: 8 + 16 KiB (Data + Instrukce)
- Socket 5 a Socket 7
- VCore: 3.52V
- FSB (MHz): 60 (PR120/150), 66
- Uvolněno: 7. října 1996
- Frekvence (MHz): 90 (PR120), 100 (PR133), 105 (PR150), 116.6 (PR166), 133 (PR200)